# 岩手の野球を発展・躍進させる会
特定非営利活動法人岩手の野球を発展・躍進させる会（とくていひえいりかつどうほうじんいわてのやきゅうをはってん・やくしんさせるかい、英文表記：Pheasant IWATE、愛称：フェズント岩手）は、主に野球の普及などを目的に設立された特定非営利活動法人（NPO法人）である。

## 法人概要
- 事務所 : 岩手県盛岡市大通1丁目2番1号（産ビル1階）
- 理事長 : 吉田莞爾

## 沿革
- 2005年6月27日　岩手県によりNPO法人として認証される。